# پرتقال کوکی (فیلم)
پرتقالِ کوکی (به انگلیسی: A Clockwork Orange) فیلمی ویران‌شهری و جنایی به نویسندگی، کارگردانی و تهیه‌کنندگی استنلی کوبریک محصول سال ۱۹۷۱ شرکت برادران وارنر و برگرفته از رمانی کوتاه با همین نام از آنتونی برجس است. این فیلم از تصاویر خشن و ناراحت‌کننده استفاده می‌کند تا روان‌پریشی، گروه‌های بزهکار جوان و دیگر موضوعات اجتماعی، سیاسی و اقتصادی را در بریتانیای پادآرمان‌شهر آینده نشان دهد. الکس (مالکوم مک‌داول)، نقش اصلی فیلم، یک بزهکار جامعه‌گریز باجذبه است که علایقش عبارتند از موسیقی کلاسیک (خاصه بتهوون)، تجاوز و چیزی است که در فیلم «فراخشونت» نامیده می‌شود. او رهبری یک گروه خلاف و لات (پیت، جرجی و دیم) را بر عهده دارد که آن‌ها را Droogies یا Droogs (به معنی رفیق است و از کلمهٔ روسیِ друг گرفته شده است) خطاب می‌کند. وقایعی که فیلم شرح می‌دهد عبارتند از قانون‌شکنی‌های وحشتناک آن گروه خلافکار، دستگیری الکس و استفاده از روش بحث‌برانگیز «شرطی‌شدن روانی» برای بازپروری او. الکس بیشتر فیلم را با زبان ندست (به انگلیسی: Nadsat) روایت می‌کند که یک زبان موقعیتی (به انگلیسی: Register) منشعب از زبان‌های اسلاوی (به ویژه روسی)، انگلیسی و اسلنگ کاکنی رایمینگ (به انگلیسی: Cockney rhyming slang) است.
آنتونی برجس نوشته است که عنوان داستان اشاره به یک اصطلاح قدیمی در زبان کوکنی دارد که می‌گوید: "as queer as a clockwork orange". از آنجائی که برجس مدتی را در دفتر جامعه بریتانیائی مالزی مشغول به خدمت بوده، وی گمان می‌کرد که از این عبارت می‌شود به عنوان استعاره‌ای برای انسان عروسک خیمه‌شب‌بازی مکانیکی (کوکی) بهره برد. Orang در زبان مالزیایی به معنای انسان است. بدین ترتیب نام این رمان و فیلم را می‌شود «انسان کوکی» بیان داشت. موسیقی متن پرتقال کوکی ترکیبی از موسیقی‌ها است که بیشتر شامل گزیده‌هایی از موسیقی کلاسیک و قطعه‌های ساخته‌شده با استفاده از ترکیب‌کنندهٔ مُهگ (به انگلیسی: Moog synthesizer) اثر وندی کارلوس بود. پوستر بسیار مشهور پرتقال کوکی هم اثر فیلیپ کاسل با طرحی از بیل گُلد است.
این فیلم در شهر نیویورک در ۱۹ دسامبر ۱۹۷۱ به نمایش درآمد و در بریتانیا در ۱۳ ژانویه ۱۹۷۲ منتشر شد. این اثر با نظرات متضاد منتقدان روبه‌رو شد و به دلیل به تصویر کشیدن خشونت واضح جنجال‌برانگیز گردید. هنگام اکران این فیلم در بریتانیا به خاطر ادعای تقلید برخی از جوانان از کارهای شخصیت اول فیلم (الکس)، کوبریک از پخش آن در بریتانیا جلوگیری کرد و این فیلم تا هنگام مرگ او در این کشور اکران عمومی نشد. این فیلم همچنین در چندین کشور دیگر ممنوع گردید. در سال‌های بعد، این فیلم دستخوش بازنگری از سوی منتقدان شد و به یک اثر کالت تبدیل گردید. این اثر جوایز و نامزدی‌های متعددی دریافت کرد، از جمله چهار نامزدی در چهل و چهارمین دوره جوایز اسکار، شامل بهترین فیلم.
در نظرسنجی‌های سال ۲۰۱۲ انستیتوی فیلم بریتانیا در بخش سایت اند ساوند از بهترین فیلم‌های جهان، پرتقال کوکی در رتبهٔ ۷۵ نظرسنجی کارگردانان و ۲۳۵ نظرسنجی منتقدان قرار گرفت. در سال ۲۰۲۰، این فیلم توسط کتابخانه کنگره ایالات متحده به‌عنوان اثری «از لحاظ فرهنگی، تاریخی یا زیبایی‌شناختی مهم» برای حفاظت در فهرست ملی ثبت فیلم انتخاب شد.

## داستان

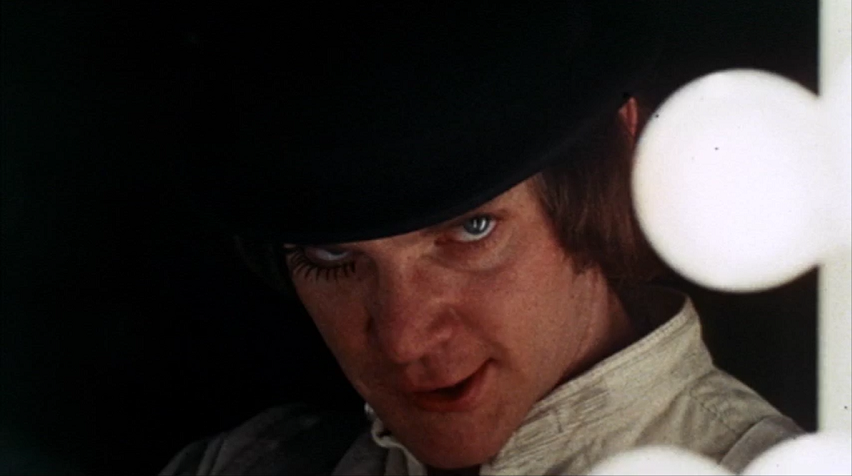
مالکوم مک داول در نقش الکس دلارج در فیلم

در زمانی (در آینده) در لندن الکس دلارج (مک‌داول) رئیس یک گروه دوستانهٔ بزهکار است. گروه دوستان که الکس Droogs (بروبچز) می‌نامد شامل پیت (مایکل تارن)، جرجی (جیمز مارکوس) و دیم (وارن کلارک) می‌شود. یک شب بعد از نوشیدن میلک پلاس (شیری که با مواد روانگردان مخلوط شده) بدنبال انجام یکی از آن «خشونت‌های افراطی» می‌روند؛ ابتدا پیرمردی ولگرد (با بازی پائول فارل) را کتک می‌زنند و بعد با گروه بزهکار رقیب که بیلی بوی (ریچارد کانات) آن‌ها را رهبری می‌کند کتک‌کاری می‌کنند. یک ماشین می‌دزدند و به خانهٔ نویسنده اِف. الکساندر (پاتریک مگی) می‌روند و آنقدر آقای الکساندر را می‌زنند که برای بقیه عمرش زمین گیر می‌شود. سپس الکس درحالی‌که آهنگ معروف آواز زیر باران را می‌خواند به همسر آقای الکساندر (آدرین کُری) تعرض می‌کند.
روز بعد، افسر ناظر، آقای دلتوئید (اوبری موریس) که از خشونت‌های الکس آگاهی دارد سراغ او رفته و به او هشدار می‌دهد. الکس در واکنش به او، به فروشگاه محصولات موسیقی می‌رود و در آنجا دو دختر را می‌بیند و با خود برای خوشگذرانی می‌بَرَد.
روز بعد، «رفیق» هایش از او به‌خاطر خرده‌خلاف‌هایش گله می‌کنند و خواهان برابری بیشتر و دزدی‌های با بازده بیشتر هستند. الکس با حمله به آن‌ها رهبری خویش را تثبیت می‌کند. بعدتر الکس به خانه زنی مجرد و ثروتمند که همدمی به جز گربه‌هایش ندارد حمله می‌کند، رفقایش بیرون در منتظر او مانده‌اند. الکس با مجسمه‌ای به صورت زن ضربه می‌زند. با شنیدن صدای آژیر پلیس سعی می‌کند فرار کند ولی دیم یک شیشه شیر را بر سر الکس خُرد می‌کند و او را همان‌جا با سرگیجه و خونریزی‌اش رها می‌کنند. پلیس، الکس را دستگیر می‌کند و کتک می‌زند. دلتوئید به صورت الکس آب دهان می‌ریزد و به او اطلاع می‌دهد که آن زن در بیمارستان مرده و الکس حالا دیگر قاتل محسوب می‌شود. الکس به ۱۴ سال حبس محکوم می‌شود.
بعد از گذراندن ۲ سال از حبس، وزیر کشور (با بازی آنتونی شارپ) وارد زندان می‌شود تا برای آزمایش جدیدی به نام لودویکو افرادی را انتخاب کند. این روش یک روش انزجاردرمانی آزمایشی است که مدعی است طی دو هفته جنایتکاران را اصلاح می‌کند. الکس با میل خودش داوطلب می‌شود. این فرایند عبارت است از: دارو دادن به سوژه، بستن وی به صندلی، باز نگه داشتن پلک او با گیره مخصوص، و وادار کردنش به تماشای فیلم‌های خشن. الکس بخاطر داروها با دیدن آن صحنه‌ها احساس تهوع می‌کند. او متوجه می‌شود که موسیقی متن یکی از فیلم‌ها، همان آهنگ محبوب او، سمفونی شماره ۹ بتهوون است. روش انزجاردرمانی لودویکو باعث می‌شود هنگام شنیدن آن موسیقی هم احساس تهوع کند. او سعی می‌کند به دوره درمان خاتمه دهد اما ناموفق است.
بعد از گذشت دو هفته از استفاده روش لودُویکو، وزیر کشور نمایشی را ترتیب می‌دهد تا در آن نشان دهد که الکس «درمان» شده است. الکس در آنجا در مقابل یک بازیگر (جان کلایو) که با او به دعوا می‌کند و کتکش می‌زند و در برابر زنی زیبا و برهنه هیچ عکس‌العملی نشان نمی‌دهد. کشیش زندان (گادفری کوئیگلی) به نتیجه کار معترض است و معتقد است که الکس از اختیار خدادادی خود را از دست داده. او می‌گوید «او از خطاکار بودن دست کشیده است ولی از انسان بودن و حق انتخاب داشتن هم حذر می‌کند.» فرمانده زندان (مایکل گاور) این ارزیابی را دارد که آن‌ها علاقه‌ای به رساندن مجرمان به اخلاقیات متعالی ندارند بلکه فقط به فکر «کاهش جرم و جنایت و رهاسازی انبوه هولناک زندانیان هستند.»
الکس آزاد می‌شود و درمی‌یابد که پلیس اموالش را توقیف کرده و به عنوان خسارت به قربانیان جنایاتش داده است؛ و می‌فهمد که والدینش اتاق او را هم اجاره داده‌اند. الکس که بی‌جا و مکان شده، ناگهان همان پیرمرد رنجور ولگرد را که قبلاً کتک زده بود می‌بیند؛ پیرمرد می‌گوید: «یا مریم مقدس و تمام قدیس‌هایی که در بهشت بانی ما هستند، من هرگز چهره‌ای را فراموش نمی‌کنم» و با دوستانش به الکس حمله‌ور می‌شود. الکس توسط دو پلیس نجات می‌یابد که ناگهان معلوم می‌شود آندو همان دیم و جرجی هستند. آن‌ها الکس را به بیرون شهر می‌برند، و به شدت کتک می‌زنند و تقریباً در آب خفه‌اش می‌کنند. الکس سرگردان و گیج ناگهان به‌طور اتفاقی سر از خانهٔ همان نویسنده، درمی‌آورد و جلوی در از حال می‌رود. وقتی به هوش می‌آید خود را در آغوش خدمتکار (دیوید پروس) و رودرروی آقای الکساندر می‌بیند. آقای الکساندر بعد از حمله دچار معلولیت شده است. او در ابتدا الکس را به عنوان کسی که به خانه‌اش حمله کرده و به زنش تعرض کرده بود نمی‌شناسد اما دربارهٔ روش درمانی که روی او انجام شده در روزنامه‌ها خوانده است. آقای الکساندر که الکس را به عنوان سلاح یا اهرم فشاری علیه دولت می‌بیند، ترتیبی می‌دهد تا همکارانش (جان ساویدنت و مارگارت تایزک) با الکس دیداری داشته باشند. اما ناگهان صدای الکس را می‌شنود که در حمام دارد ترانهٔ «آواز در باران» را زمزمه می‌کند و ناخودآگاه به یاد آن روز تلخ که الکس به او و همسرش حمله کرد می‌افتد. آقای الکساندر با کمک همکارانش الکس را بیهوش کرده، به اتاق خواب بالای پله‌ها برده و در را قفل می‌کند. الکس درحالی بیدار می‌شود که صدای سمفونی شماره ۹ (بتهوون) از اتاق پایینی می‌آید. او که بعد از دوره درمانی از شنیدن سمفونی ۹ متنفر شده، در آن اتاق از آن صدا به ستوه آمده، خود را از پنجره اتاق به پایین پرتاب می‌کند و به کما می‌رود.
الکس در یک بیمارستان به هوش می‌آید. او بعد از انجام یک سری آزمایش روان‌شناسی متوجه می‌شود که دیگر انزجاری نسبت به خشونت احساس نمی‌کند. وزیر کشور وارد اتاق می‌شود و از او عذرخواهی می‌کند. او به الکس قول می‌دهد در ازای همکاری با روابط عمومی وزارت (برای حفظ آبروی از دست رفته بخاطر جنایاتی که ممکن است فاش شود) به او کار می‌دهد و از او مراقبت می‌کند. وزیر کشور به نشانه حُسن نیت، یک سیستم پخش استریو داخل اتاق می‌آورد که دارد سمفونی شماره ۹ را پخش می‌کند. سپس، الکس دوباره تصورات منفی و رذالت بار خود را آغاز می‌کند… و سپس به عنوان راوی می‌گوید: «من کاملاً درمان شدم!»

## بازیگران
- مالکوم مک‌داول در نقش الکس
- جیمز مارکوس در نقش جرجی
- وارن کلارک در نقش دیم
- مایکل تارن در نقش پیت
- پاتریک مگی در نقش آقای فرانک الکساندر
- آدرین کوری در نقش خانم مری الکساندر
- مایکل بیتس در نقش سرنگهبان بارنز
- جان کلایو در نقش بازیگر صحنه نمایش
- ویرجینیا وثرل در نقش بازیگر صحنه نمایش
- کارل دیوئرینگ در نقش دکتر برودسکی
- پائول فارل در نقش پیرمرد ولگرد
- بیلی راسل در نقش پروفسوری که الکس و رفقایش در کتابخانه به او حمله کردند (این صحنه در فیلم نمایش داده نشد)
- ریچارد کانات در نقش بیلی بوی، رهبر گروه خود
- کلایو فرانسیس در نقش جو مستأجر
- مایکل گاور در نقش رئیس زندان
- میریام کارلین در نقش زن گربه‌ای
- اوبری موریس در نقش پی.آر. دلتوئید
- گادفری کیگلی در نقش کشیش زندان
- شیلا رینور در نقش مامان
- مج رایان در نقش دکتر برانوم
- جان ساویدنت در نقش توطئه‌گر
- آنتونی شارپ در نقش فردریک، وزیر کشور
- فیلیپ استون در نقش بابا
- پائولین تیلور در نقش دکتر تیلور، روان‌پزشک
- مارگارت تایزک در نقش رابینشتاین توطئه‌گر
- استیون برکوف در نقش سرکارآگاه تام
- جان جی. کارنی در نقش کارآگاه دوم
- لیندسی کمپل در نقش بازرس پلیس
- دیوید پروس در نقش جولیان، محافظ شخصی آقای الکساندر

## درونمایه

### اخلاق
سؤال اخلاقی اصلی فیلم (که در خیلی از آثار برجس هم مطرح است) تعریف "خوب بودن" است و این که "آیا استفاده از روش انزجاردرمانی برای پایان دهی به رفتار غیراخلاقی، منطقی است؟" استنلی کوبریک در ستردِی ریویو، فیلمش را این‌گونه توصیف کرد:
".. طنزی اجتماعیست در مورد این سؤال که آیا روانشناسی رفتاری و شرطی کردن روانی، سلاح خطرناک جدیدی برای دولت است تا با استفاده از آن کنترل گسترده‌تری بر شهروندانش داشته و آن‌ها را به موجوداتی بسیار شبیه روبات تبدیل سازد؟"
به‌طور مشابه، کوبریک در برگهٔ تولید فیلم می‌نویسد:
«این فیلم داستان مشکوک رهایی یک نوجوان جاهل با روش درمانی شرطی‌شدن است. در عین حال، یک خطابهٔ کوچک دربارهٔ اختیار عمل هم هست.»
الکس بعد از انزجاردرمانی، مثل یک عضو خوب جامعه رفتار می‌کند، ولی نه با انتخاب خودش. خوبی‌اش داوطلبانه نیست. او دارای لقب «پرتقال کوکی» شده است- کائن نما در بیرون و ماشین نما در درون. در زندان، کشیش بعد از به چشم دیدن صحنه آزمایش‌ها روی الکس، آن را خطا دانسته و معتقد بود که خوبی باید از درون انسان تجلی یاید.

تصویری از روش لودُویکو در فیلم پرتقال کوکی

این، درون مایهٔ تجاوز به آزادی را شکل می‌دهد- چه حکومتی، چه شخصی یا شهروندی- نقض آزادی الکس از دو قدرت سیاسی، از طرفی دولت و از طرف دیگر مخالفان، که هر دو هم از الکس در جهت اهداف خود بهره‌کشی می‌کنند. داستان فیلم به گونه‌ای انتقادی دو حزب محافظه کار و لیبرال را نمایش می‌دهد که هردو به یک اندازه از الکس به عنوان ابزاری در جهت نیل به اهداف خود استفاده می‌کنند. نویسنده فرانک الکساندر-قربانی الکس و همدستانش- بدنبال انتقام از الکس است و می‌خواهد از او به عنوان ابزاری برای راندن مردم از دولت جدید استفاده کند. آقای الکساندر دولت را می‌ترساند و در تلفن می‌گوید:
«بردن جوان بزهکار به پلیس و اجرای برنامهٔ شرطی‌شدن روی آنها. اوه، همهٔ ما این رو در دیگر کشورها دیدیم…»

### روان‌شناسی
هدف مهم دیگر، رفتارگرایی یا روان‌شناسی رفتاری بود که توسط جان بی. واتسون و بی اف اسکینر مطرح شد. برجس رفتارگرایی را رد کرده و کتاب «ورای آزادی و وقار» اسکینر را «یکی از خطرناک‌ترین کتاب‌های نوشته‌شده در طول تاریخ» می‌شمرد. اگرچه بنیان‌گذار اصلی رفتارگرایی، واتسون، بر محدودیت‌های این مکتب روانشناختی اقرار می‌کرد اما اسکینر مدعی بود، اصلاح رفتار -مخصوصا شرطی شدن فعال (یادگیری رفتار با روش‌های تشویقی-تنبیهی نظام مند) بیشتر از روش شرطی شدن کلاسیک واتسونی- کلید جامعه ایدئال است. با این حال، روش لوودُویکوی نشان‌داده‌شده در فیلم تا حد زیادی تقلیدی تمسخرآمیز از انزجار درمانی به نظر مرسد تا شرطی‌شدن کلاسیک یا فعال.

## تولید
مک‌داول بعد از اینکه کوبریک او را درفیلم اگر... دید برای نقش الکس انتخاب شد. مک‌داول همچنین لباس کریکتی را که داشت به کوبریک نشان داد و بدین ترتیب در انتخاب لباس گروه الکس و رفقایش به کوبریک کمک کرد. کوبریک هم به او گفت که ضربه گیر قسمت حساس بدن را نه زیر بلکه روی لباسش بپوشد.
در فیلمبرداری یکی از قسمت‌های صحنه معروف روش لودُویکو، یکی از قرنیه‌های مک‌داول خراش برداشته و به‌طور موقت نابینا شده بود. دکتری که در فیلم بالای سر الکس بود و محلول نمک در چشم به زور بازِ او می‌ریخت یک دکتر واقعی بود که برای جلوگیری از خشک‌شدگی چشمش این کار را می‌کرد. بخشی از استخوان دندهٔ مک‌داول هم در صحنه درگیری با گروه بیلی بوی ترک خورد. یک نوع جلوهٔ ویژه هم استفاده شد که در آن زمان منحصربه‌فرد بود؛ در صحنه‌ای که الکس به قصد خودکشی خود را از پنجره به بیرون پرت کرد و بیننده با دوربین همراه می‌شود تا زمانی که دوربین به زمین برخورد می‌کند و در واقع این زاویهٔ دید الکس است. این جلوه در شرایطی به‌دست آمد که یک دوربین کوکی نیومن سینکلر را در یک جعبه قرار دادند و در شرایطی که ابتدا لنز به زمین بخورَد، آن را به سمت زمین رها کردند. در عین بهت و تعجب کوبریک، شش قطعهٔ مهم از دوربین سالم ماند.

## اقتباس
اقتباس سینمایی از رمان پرتقال کوکی (۱۹۶۲) تصادفی بود. تری سازرن، فیلم‌نامه‌نویس این فیلم یک نسخه از رمان را به کوبریک داد اما از آنجا که کوبریک مشغول پروژه مربوط به ناپلئون بناپارت بود، رمان پرتقال کوکی را کنار گذاشت. اندکی بعد، پروژه بناپارت کنسل شد و کمی بعدتر به‌طور اتفاقی کوبریک دوباره چشمش به رمان افتاد. رمان اثرگذاری سریعی بر کوبریک داشت. کوبریک در مورد اشتیاقش به رمان می‌گوید: "من از هرچیزی که در این رمان بود شگفت زده شدم؛ داستانش، ایده‌هایش، شخصیتهای داستان و البته زبان مورد استفاده در رمان (زبان ندست). و داستان هم البته در چند سطح مختلف کاربرد دارد: سطح سیاسی، جامعه شناختی و از همه مهمتر، در یک سطح روانشناختی-نمادین خیالی". کوبریک نمایشنامه‌ای وفادار به رمان نوشت و در این باره گفت: فکر می‌کنم برجس هرآنچه می‌خواست بگوید در کتابش آورده اما من هم کمی ایدهٔ روایی ابداع کرده و بعضی صحنه‌ها را کمی تغییر شکل دادم". کوبریک فیلم‌نامه را براساس نسخهٔ آمریکایی کوتاه‌شدهٔ رمان ایجاد کرد که بخش آخر را نداشت (که بعدتر به نسخه آمریکایی هم اضافه شد).

## واکنش نویسندهٔ رمان
احساس آنتونی برجس نسبت به نسخه سینمایی اثرش مبهم بود. او عموماً می‌گفت که بازی مالکوم مک‌داول و مایکل بیتس و استفاده از موسیقی در این فیلم را دوست دارد. او کلمهٔ «زیرکانه» را در توصیف فیلم به کار می‌برد آنقدر زیرکانه که ممکن است خطرناک باشد. ناراحتی‌اش از این بود که «بخش آخر رهایی» در فیلم وجود ندارد، البته او ناشر آمریکایی کتاب را سرزنش می‌کرد و نه کوبریک را (پیش از ۱۹۸۶ تمام نسخه‌های آمریکایی فاقد بخش نهایی بودند).
برجس در خودزندگی نامه‌اش You've Had Your Time (1990) می‌نویسد او و کوبریک رابطهٔ خیلی خوبی با هم داشتند؛ هردو دیدگاه‌های سیاسی و فلسفی مشترکی داشتند و هردو خیلی به ادبیات، سینما، موسیقی و ناپلئون بناپارت علاقه داشتند. رمان ۱۹۷۴ برجس یعنی «سمفونی ناپلئون» به کوبریک تقدیم شده بود. رابطه آن‌ها زمانی خدشه‌دار شد که برجس کوبریک را در مقابل اتهاماتی که به فیلم زده شد تنها گذاشت. منتقدان فیلم معتقد بودند که این فیلم خشونت را ستایش می‌کند. برجس که یک کاتولیک برگشته بود خیلی تلاش کرد تا نکات اخلاقی داستان را به ارگان‌های مسیحی که خشمگین شده بودند توضیح دهد و از آن در برابر اتهام‌زنی روزنامه‌ها دفاع کند که می‌گفتند که داستان او از عقاید فاشیستی حمایت می‌کند. او همچنین برای دریافت جوایز کوبریک به جای او حضور می‌یافت.

## کارگردانی
کوبریک یک کمال‌گرا بود و در تحقیقاتش برای فیلم بسیار باریک‌بینانه عمل می‌کرد. او هزاران عکس از مکان‌های مناسب برای فیلمبرداری می‌گرفت و هر صحنه را هم چندین بار تکرار می‌کرد تا آن چیزی که می‌خواست در بیاید. با این حال، به گفته مالکوم مک‌داول، او معمولاً خیلی زود نتیجه‌ای را که می‌خواست به‌دست می‌آورد؛ بنابراین، تکرارهای کمی صورت می‌گرفت. فیلمبرداری از سپتامبر ۱۹۷۰ تا آوریل ۱۹۷۱ طول کشید که پرتقال کوکی را سریعترین فیلمبرداری بین فیلم‌های کوبریک ساخت. از نظر فنی، کوبریک برای دستیابی به کیفیت فانتزی و خیالی داستان، فیلم را با دوربین‌های با لنز فوق عریض فیلمبرداری کرد؛ مانند Kinoptik Tegea نُه و هشت دهم میلی‌متری به جای دوربین‌های ۳۵ میلی‌متری Arriflex.

## ماهیت جامعه در فیلم
بعضی (مثل میشل سیما که در مصاحبه اش با کوبریک عنوان کرد)، جامعه به تصویر کشیده شده در فیلم را بخاطر ارتباط‌هایی که با فرهنگ روسیه دارد جامعه‌ای کمونیست می‌خوانند. زبان عامیانه جوانان در فیلم واژگان روسی بسیاری در خود دارد که می‌توان به برجس نسبت داد. شواهدی وجود دارد که می‌توان بیان کرد جامعه فیلم جامعه‌ای سوسیالیست است یا شاید جامعه ایست در حال تحول از یک سوسیالیسم شکست‌خورده به سوی یک جامعه کاملاً فاشیست. در رمان، خیابان‌ها نقاشی‌هایی دارند از کارگران به سبک آثار هنری سوسیالیست روس؛ و در فیلم نقاشی‌های دیواری به سبک آثار سوسیالیستی است. بعدتر در فیلم، زمانی که دولت جدید قدرت را در دست می‌گیرد، فضای مستبدانه‌تری نسبت به فضای هرج‌ومرج‌طلبانهٔ اول فیلم می‌بینیم. پاسخ کوبریک به سؤال سیما (مصاحبه گر) که «جامعهٔ فیلم دقیقاً چگونه جامعه‌ای است» پاسخی مبهم بود. با این حال، کوبریک این را اظهار کرد که مقایسه‌هایی را بین هر دو طیف سیاسی چپ و راست انجام می‌دهد و اینکه از نظر او تفاوت اندکی بین دو طرف وجود دارد. کوبریک اظهار کرد: «وزیر که آنتونی شارپ آن را بازی کرد، یک نماد کامل از طرف راست است. نویسنده، پاتریک مگی یک چپ سینه‌چاک است… تنها تعصبات آن‌ها تفاوت می‌کند. ابزار و اهدافشان به سختی تفکیک‌پذیر است.»

## محل فیلمبرداری
فیلمبرداری بیشتر صحنه‌های پرتقال کوکی بیرون از استودیو و در خیابانها و فضای باز بود؛ در متروپُلیتن و در دسترسی سریع به خانه‌ای که بعد از این فیلم، کوبریک در آن زندگی کرد.
معدود صحنه‌هایی که در استودیو فیلمبرداری شدند عبارتند از بار کورووا میلک، محل بازرسی بدنی زندانیان جدید، صحنه حمام کردن الکس در منزل اف. الکساندر و دو صحنه مانند آن در هال. محیط این صحنه‌ها در یک کارخانهٔ قدیمی در بول هد رُد در الستری ساخته شد که دفتر تولید فیلم هم بود.
دیگر مکانهای استفاده‌شده در فیلم اینها بودند:
- کتک زدن پیرمرد ولگرد در زیر پل پیاده‌رو جنوبی (که الان بازسازی شده) پایینتر از دوربرگردان پل واندسوورث در واندسوورث لندن بود.
- صحنه حمله به پروفسور که البته در فیلم نیامد در فروشگاه میدان فرایرز در آیلزبری باکینگ همپشایر (که حالا سرپوشیده است) فیلمبرداری شد ولی بعلت مرگ بازیگر وسط پروژه، حذف شد چون قرار بود او در نیمه دوم فیلم، الکس را شناسایی کند. اما به این خاطر، آن وظیفه به نقش پیرمرد ولگرد سپرده شد.
- درگیری با گروه بیلی بوی در کازینوی مخروبه‌ای در تگز آیلندِ کینگستون اپان تامز در میدلسکس اتفاق می‌افتد.
- آپارتمان الکس در طبقه آخر برج کانتربری هاوس در بورهموود شهر هرتفوردشایر است. پلاک آبی در بیرون و موزاییک طبقهٔ همکف، محل فیلم را به یاد ما می‌آورد.
- فروشگاه محصولات موسیقی که الکس سراغ آن دو دختر می‌رود طبقه پایین داروخانه چلسی سابق است که نبش خیابان سلطنتی و خیابان پادشاه در چلسی واقع است. هم‌اکنون یک رستوران مک‌دونالد صاحب آن ساختمان است.
- صحنهٔ ماشین‌سواری اوایل فیلم، که یک دورانگو ۹۵' از زیر تریلر باری عبور می‌کند، توسط کُلنی هیث در بولنز گرین لین و در تقاطع فلوز لین هرتفوردشر فیلمبرداری شد.
- منزل نویسنده، که محل تعرض و ضرب‌وشتم بود، در سه مکان مختلف فیلمبرداری شد؛ صحنهٔ ورود دورانگو و نشان‌دادن تابلوی "Home" در مسیر منتهی به ماندن هاوس است، صحنهٔ بیرون خانه و باغچه که پیاده‌رو سنگی بر روی برکه دارد، باغچهٔ ژاپنی میلتون گراندی در شیپتون-آندر-ویچوودِ آکسفوردشایر است، و صحنهٔ داخل منزل هم در اسکای‌برک‌هاوس، وارن، شهر ردلت هرتفوردشر است.

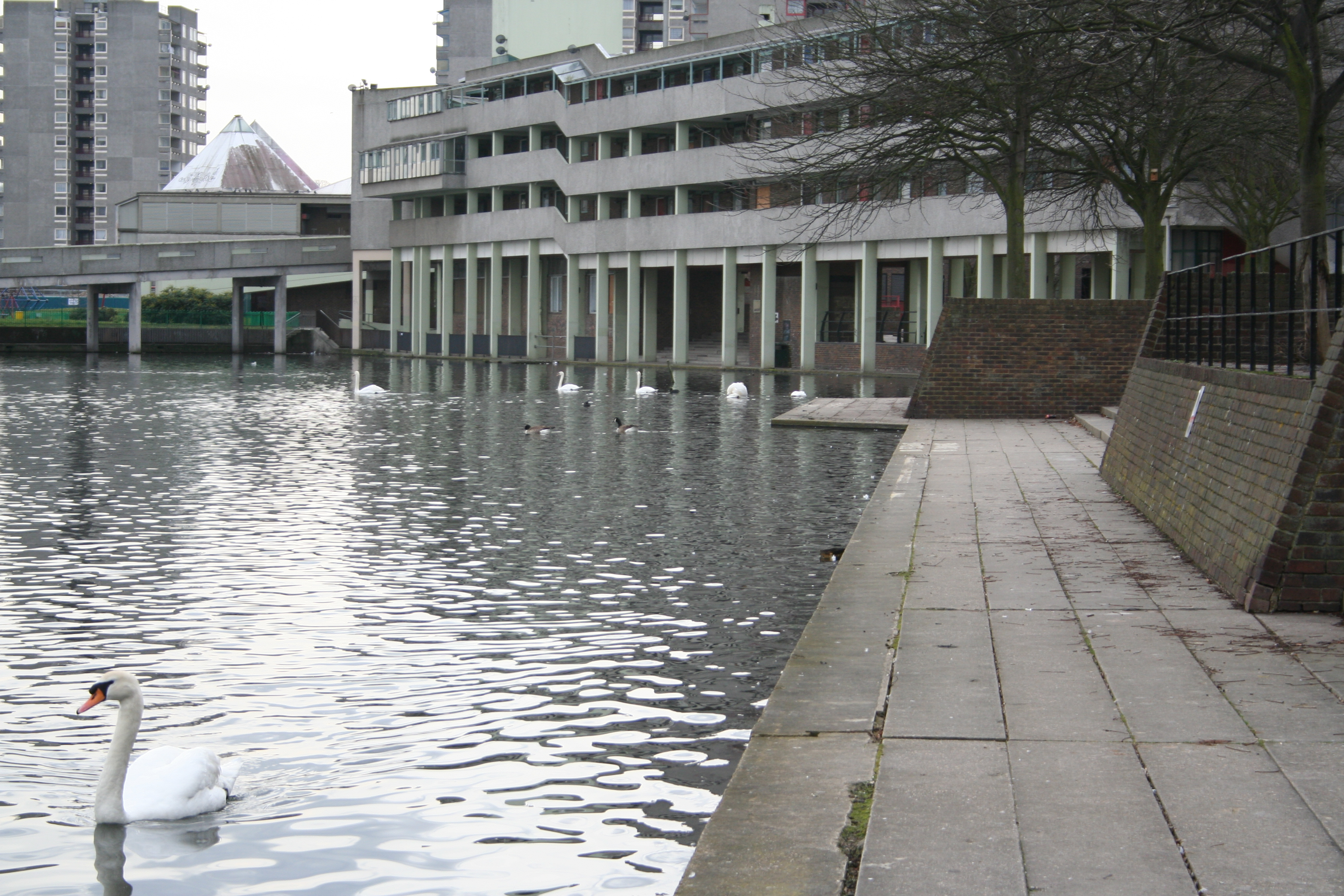
Thamesmead South Housing Estate جایی که الکس، رفقای متمرّد خود را تنبیه می‌کند و در آن می‌اندازد.

- الکس، رفقایش جرجی و دیم را در دریاچه South Mere در ثامزمید ساوث هاوزینگ استیت شهر لندن می‌اندازد. این دریاچه در ۲۰۰ یاردی شمال جایی است که در شب در یک مسیر روگذر، الکس قدم‌زنان درحالی‌که یک آشغال را لگد می‌زند به سمت خانه می‌رود (الان آن مسیر تخریب شده است).
- پیاله‌فروشی دیوک آو نیویورک همان پیاله‌فروشی تخریب‌شدهٔ "The Bottle and Dragon" (که پیش از آن هم با نام "The Old Leather Bottle" شناخته می‌شد) در استون گرُو، اِج وِر شهر لندن است.
- منزل زن گربه‌ای که الکس در آنجا دستگیر می‌شود در شنلی لوج بلکِ هورس لین در هرتفوردشر است.
- صحنه بیرونی زندان، زندان واقعی اچ ام پی واندسوورث است و صحنه خارجی که الان تخریب شده وولویچ باراکس در وولویچ لندن است.
- دو صحنه خیالی کتاب مقدس یعنی صحنه‌های مسیح و جنگ در Dashwood Mausoleum, West Wycombe, Buckinghamshire فیلمبرداری شده‌اند.
- صحنه بررسی در کلینیک پزشکی لودُویکو، مکان پخش فیلم شستشوی مغزی، سالن خانه الکس با آسانسور شکسته اش، اتاق بیمارستان که الکس در آن دراز کشیده و اتاق بازجویی و کتک زدن او (که حالا تخریب شده) همگی در دانشگاه برونل آکسبریجِ میدلسکس فیلمبرداری شده‌اند.
- سخنرانی وزیر برای رسانه‌ها در مورد "درمان" الکس در نتلفولد هال، داخل کتابخانه وست نوروود در وست نوروود شهر لندن اتفاق می‌افتد.
- ولگردها در زیر قسمت شمالی پل آلبرت در چلسی لندن الکس را کتک می‌زنند.
- صحنه‌ای که جرجی و دیم الکس را سوار لندرور پلیس کرده و به بیرون شهر می‌برند و او را کتک زده و تقریباً خفه می‌کنند، School Lane, Bricket Wood, Hertfordshire می‌باشد.
- اتاقی که الکس قصد پرت‌شدن به بیرون و خودکشی از آنجا را دارد و اتاق بیلیارد پایینش در Edgewarebury Country Club, Barnett Lane, Elstree, Hertfordshire می‌باشد.
- بیمارستانی که الکس بعد از خودکشی در آن بهبود می‌یابد بیمارستان شاهزاده الکساندرا در ایسکس است.

## نظر منتقدین
پرتقال کوکی برخلاف ماهیت جنجالی‌اش، در میان مخاطبانش موفقیتی فوق‌العاده داشت و با توجه به بودجه محافظه‌کارانه ۲٫۲ میلیون دلاری‌اش فروشی بالغ بر ۲۶ میلیون دلار داشت؛ و نظر منتقدین را هم جلب کرده و نامزد جوایز متعددی شد از جمله نامزدی جایزه اسکار بهترین فیلم (که به ارتباط فرانسوی باخت). این فیلم همچنین باعث افزایش فروش سمفونی نهم بتهوون شد. اخیراً هم این فیلم از وبسایت راتن تومیتوس با %۸۹امتیاز نشان "Certified Fresh" دریافت کرد.
این فیلم برخلاف اقبال عمومی میان منتقدان، مخالف‌های برجسته‌ای هم داشت. استنلی کوفمان اظهار داشت: «شاید حتی به زحمت بتوان گفت، فیلمنامه فقط عنوان کتاب برجس را یدک می‌کشد.» راجر ایبرت، امتیاز ۲ از ۴ ستاره را به فیلم داد و آن را یک «افتضاح ایدئولوژیک» خواند! در مجله نیویورکر که عنوان «استنلی استرنجلاو» را انتخاب کرده بود، پائولین کیل این فیلم را هرزه‌نگاری خواند بخاطر طرز بدون احساسات انسانی نشان دادن قربانیان الکس و برجسته‌سازی مشقت‌هایی که شخصیت الکس متحمل می‌شد. کیل، کوبریک را با واژهٔ «بدجور هرزه‌نگار» مورد تمسخر قرار داد با یادآوری صحنه آزار زنی که قصد تعرض به او را داشتند و ادعا می‌کرد که آن صحنه برای خوشی و بنوعی قلقلک بود.
جان سایمون، با ذکر اینکه یک تأثیر بنیادی رمان، زبان عامیانه ندست آن بود، آن را برای یک فیلم انتخابی ضعیف دانست. سایمون در راستای بعضی نقدهای کیل در مورد طرز به نمایش درآوردن قربانیان الکس، ذکر کرد: "نقش نویسنده که در رمان جوانی دوست داشتنی بود را پاتریک مگی بازی کرد که فردی میانسال و بشدت دمدمی مزاج بود و سعی بر منزجرکننده نشان دادن شخصیت داشت". سایمون با توضیح بیشتر بیان کرد: "کوبریک، مگی افراطی را بیش از حد کارگردانی می‌کند تا آنجا که چشمهای مگی همچون موشکهایی می‌خواهند از محل پرتابشان (یعنی حدقه چشمش) در بیایند و چهره اش از فرط حرص، رنگ به رنگ می‌شود!
فیلم در سال ۱۹۷۳ دوباره منتشر شد و در بخش اجاره‌ای ۱٫۵ میلیون درآمد کسب کرد.

## واکنش‌ها و جنجال‌ها
پرتقال کوکی به همراه فیلم‌هایی چون بانی و کلاید (۱۹۶۷)، این گروه خشن (۱۹۶۹)، هری خبیث (۱۹۷۱) و سگهای پوشالی (۱۹۷۱)، از موارد برجسته آسان‌گیری مقوله کنترل خشونت در فیلم‌های سینمایی است. این فیلم در بریتانیا بسیار جنجالی شد و خود کوبریک از اکران آن صرف نظر کرد. پرتقال کوکی در ۱۰۰ سال... ۱۰۰ هیجان به انتخاب بفا در رتبه ۲۱ ۱۰۰ سال… ۱۰۰ فیلم به انتخاب بنیاد فیلم آمریکا در رتبه ۴۶ قرار داشت اگرچه در رتبهٔ به‌روزشده به ۷۰ نزول کرد. شخصیت الکس دلارج در رتبهٔ ۱۲ AFI's 100 Years...100 Heroes & Villains قرار دارد. در سال ۲۰۰۸ پرتقال کوکی به‌عنوان فیلم چهارم برترین فیلم علمی-تخیلی تا به امروز در ده فیلم برتر در ده ژانر به انتخاب بفا قرار گرفت. در سال ۲۰۱۰ هم، مجله تایم این فیلم را در جایگاه نهم مضحک‌ترین فیلم‌های خشونت بار لیست خود قرار داد.

## سانسور فیلم در آمریکا
ایالات متحده آمریکا در اکران اصلی خود به فیلم درجه X داد. بعد از این اتفاق، کوبریک تقریباً ۳۰ ثانیه از صحنه‌های نامتعارف فیلمش را با صحنه‌های با شدت کمتر عوض کرد تا درجه فیلم را برای اکران مجدد در سال ۱۹۷۳ به R برساند. دی‌وی‌دیهای کنونی موجود شامل همان نسخه اصلی X می‌باشند و تنها بعضی از نسخه‌های سیستم ویدئو خانگی اوایل دهه ۸۰ نسخه R بودند.
دفتر ملی کاتولیک برای فیلم‌ها (به انگلیسی: United States Conference of Catholic Bishops' Office for Film and Broadcasting) به‌خاطر صحنه‌های خشونت و زننده آشکار به فیلم درجه C (محکوم شده) داد و براساس این درجه از نظر شرعی، مسیحیان معتقد به کلیسای کاتولیک از دیدن فیلم منع شدند. در سال ۱۹۸۲، دفتر ملی درجه C را منسوخ اعلام کرد؛ بنابراین فیلم‌هایی که با درجه محکوم شده شناخته می‌شدند به درجه O به معنی «از نظر اخلاقی زننده است» تغییر یافتند.

## پخش نشدن فیلم در بریتانیا
مسئولان بریتانیایی شدت خشونت و تصاویر این فیلم را بیش از حد دانستند. در مارس ۱۹۷۲ در یک دادگاه محاکمه، دادستان یک فرد ۱۴ ساله را که همکلاسی اش را به قتل رسانده بود متهم کرد و با اشاره به فیلم پرتقال کوکی، به قاضی گفت که پرونده مورد نظر ارتباط هولناکی با این فیلم دارد. فرد مهاجم دیگری هم که یک پسر ۱۶ ساله اهل بلچلی بود به پلیس اعتراف کرد که مجرم است و گفت که دوستانش از فیلم و از «کتک‌کاری کردن یک پیرمرد مثل این» برایش گفته بودند. وکیل مدافع شخص قاتل به دادگاه گفت که: «در ارتباط بین این جنایت و ادبیات تهییج گر به خصوص فیلم پرتقال کوکی هیچ گونه شک منطقی وجود ندارد». خبرنگاران هم این فیلم را سرزنش کردند مخصوصاً بخاطر صحنه تعرض که الکس و یارانش ترانه «آواز زیر باران» را می‌خوانند. کریستین کوبریک، همسر استنلی کوبریک، گفته که خانواده اش تهدیدهایی را دریافت می‌کردند و تظاهرکنندگانی هم بیرون منزلشان جمع می‌شدند. بعد از آن، کوبریک با اظهار تنفر از این ادعا که بگویند این فیلم مسئول هرگونه تقلید خشونت بار در زندگی واقعی مردم است، از کمپانی برادران وارنر خواست تا از پخش فیلم در بریتانیا صرف نظر کنند.
در سال ۱۹۹۳ باشگاه اسکالا سینما (به انگلیسی: Scala Cinema Club) با ذکر این سخنان کوبریک: «تلاش و مسئولیت‌پذیری در هنر به عنوان علتی برای زندگی به نظر من اشتباه است. هنر عبارتست از بازسازی زندگی ولی زندگی نمی‌سازد و باعث زندگی هم نمی‌شود. به علاوه نسبت دادن اتفاقات به یک فیلم با این دیدگاه پذیرفته شده در تضاد است که می‌گوید حتی در حالت بعد از یک هیپنوتیزم عمیق هم مردم نمی‌توانند کارهایی بکنند که با ذاتشان در تضاد است»، بخاطر باختن در یک جدال قانونی در پی نمایش غیرمجاز فیلم مجبور به واگذاری شد.
بعد از پخش نشدن فیلم بمدت ۲۷ سال به هر دلیلی که داشت، دیدن این فیلم در بریتانیا خیلی مشکل بود. فیلم در سینماهای بریتانیا اکران شد و اولین VHSها و DVDها خیلی زود بعد از درگذشت کوبریک در سال ۱۹۹۹ منتشر شدند. در چهارم ژوئیه ۲۰۰۱، شبکه اسکای تی وی اولین بار نسخهٔ کوتاه‌نشدهٔ پرتقال کوکی را پخش کرد.

## مستندی دربارهٔ جنجال اکران نشدن فیلم
در سال ۱۹۹۴، شبکه ۴ انگلیس مستندی ۲۷ دقیقه‌ای به نام میوه ممنوعه پخش کرد که در مورد اکران نشدن بحث‌برانگیز پرتقال کوکی در بریتانیا بود؛ این مستند شامل تصاویری از فیلم بود که به قسمت‌هایی از فیلم که فقط یک بار طی ۲۷ سال منع پخش در بریتانیا اکران شد توجه داشت.

## جایزه‌ها و نامزدی‌ها
- - جایزهٔ اسکار
- بهترین کارگردانی-استنلی کوبریک (نامزد)
- بهترین تدوین فیلم-بیل باتلر (نامزد)
- بهترین فیلم-استنلی کوبریک (تهیه‌کننده)(نامزد)
- بهترین فیلم‌نامه برگرفته شده-استنلی کوبریک (نامزد)
  - جایزهٔ بفتا
- بهترین کارگردانی هنری-جان بری
- بهترین تصویربرداری-جان آلکات
- بهترین کارگردانی-استنلی کوبریک
- بهترین فیلم
- بهترین تدوین فیلم-بیل باتلر
- بهترین فیلمنامه-استنلی کوبریک
- بهترین موسیقی متن-براین بلمی، جان جوردن، بیل رُو
  - جایزهٔ انجمن کارگردانان آمریکا (به انگلیسی: Directors Guild of America)
- جایزهٔ DGA دستیابی به سطح برجسته در کارگردانی فیلم در سال ۱۹۷۲-استنلی کوبریک (نامزد)
  - جایزهٔ گلدن گلوب
- بهترین کارگردانی فیلم سینمایی در سال ۱۹۷۲-استنلی کوبریک (نامزد)
- بهترین فیلم درام (نامزد)
- بهترین بازیگر فیلم درام-مالکوم مک‌داول (نامزد)
  - جایزهٔ هیوگو
- جایزهٔ هیوگو بهترین نمایش درام در سال ۱۹۷۲
  - جایزهٔ انجمن منتقدان نیویورک
- جایزهٔ NYFCC بهترین کارگردانی در سال ۱۹۷۱-استنلی کوبریک
- بهترین فیلم
  - جایزهٔ انجمن نویسندگان آمریکا (به انگلیسی: Writers Guild of America)
- جایزهٔ WGA برای بهترین درام برگرفته از یک رسانهٔ دیگر در سال ۱۹۷۲-استنلی کوبریک (نامزد)
  - در سال ۲۰۰۸ مجلهٔ امپایر، این فیلم را در رتبهٔ ۳۷ از ۵۰۰ فیلم برتر تاریخ قرار داد.

## تفاوت‌های بین فیلم و رمان
از آنجایی که کوبریک فقط بخش پایانی و مثبت رمان را در فیلم نیاورده یعنی جایی که الکس عاقل و بالغ می‌شود و از جامعه‌ستیزی دست برمی‌دارد، می‌توان گفت که او تا حد زیادی به خط داستان رمان وفادار بوده است. درحالی‌که در فیلم می‌بینیم به الکس پیشنهاد یک شغل دولتی می‌شود - ضمن اینکه به بیننده القا می‌شود که او در دل و وجود خود همچنان یک جامعه‌ستیز است - رمان با توصیف الکس به‌صورت یک فرد تغییریافته و مثبت‌شده از درون پایان می‌یابد. این تفاوت هم به‌خاطر آن بود که کوبریک فیلمنامهٔ خود را بر پایهٔ نسخهٔ آمریکایی رمان ساخته بود؛ همان‌طور که ذکر شد، بخش پایانی نسخه آمریکایی رمان با پافشاری منتشرکننده آمریکایی حذف شد. او اظهار داشت که تا زمانی‌که فیلمش به اواخر تولید رسیده بود نسخه کامل و اصلی را نخوانده بود و هیچوقت هم استفاده از آن را در دستور کارش قرار نداده بود. در مقدمه نسخه سال ۱۹۹۶ رمان آمده که کوبریک بخش پایانی نسخه اصلی رمان را به شدت خوشبینانه و به دور از واقعیت می‌دانست.
- در رمان، نام خانوادگی الکس هیچ‌وقت مشخص نشده، درحالیکه در فیلم نام «دولارج» برایش ذکر می‌شود بخاطر اینکه الکس در رمان خود را «الکس بزرگ» (Alex The Large)می‌نامد.
- در آغاز رمان، الکس نوجوان شرِ ۱۵ ساله معرفی می‌شود. در فیلم برای اینکه جنجال سازی‌ها کمتر شود، او چیزی حدود ۱۷ یا ۱۸ سال دارد.
- منتقد رندی راسموسن می‌گوید در فیلم، دولت به میزان قابل توجهی ناامید و شلخته نمایش داده می‌شود حال آنکه در رمان، دولت بسیار قدرتمند و متکی به نفس است. به گفته او این تصویر از دولت، نشاندهنده سلیقه شخصی او است که در پوشش روند عادی کار نمایش داده می‌شود.

یک نمونه از این می‌تواند تفاوت‌های میان نقش کارآگاه اصلاح‌کننده الکس یعنی دلتوئید در فیلم و رمان باشد. در رمان بنظر می‌رسد پی.آر. دلتوئید کمی کنترل اخلاقی بر خود و الکس داشته باشد (اگرچه آن تلاش‌ها برای مهار الکس از دروغ گفتن به او و جنایت نکردنش کافی نیست). در فیلم، دلتوئید بنظر کمی سادیست می‌آید و انگار رفتار خاصی با الکس دارد مثلاً وقتی در اتاق الکس مشغول مصاحبه با او است ناگهان به قسمت نامتعارفی از بدن الکس ضربه وارد می‌کند.
- در رمان، فرانک الکساندر زمانی الکس را شناسایی می‌کند که او بدون حواس جمعی به حمله گذشته خود اشاره‌هایی می‌کند (مانند اشاره به ادعای همسر وی که گفته بود تلفن ندارند). در فیلم، الکساندر زمانی الکس را می‌شناسد که او در وان حمام ترانه «آواز زیر باران» را می‌خواند، ترانه‌ای که الکس زمان حمله به همسر الکساندر مدام می‌خواند. این ترانه اصلاً در رمان نیامده است و بعد از اینکه کوبریک از خشکی و بی‌روحی صحنه حمله ناراضی بود مالکوم مک‌داول ابتکار به خرج داد و آن را به فیلم‌نامه اضافه کرد.
- در رمان، الکس بعد از کشتن هم سلولی که او را آزار و اذیت نامتعارف می‌کرد پیشنهاد درمان را دریافت می‌کند. در فیلم اما، این صحنه نیامد و به‌جای داوطلب شدن الکس برای درمان، او به‌سادگی توسط رئیس دولت بخاطر خارج از نوبت صحبت کردن انتخاب می‌شود.
- در رمان الکس به دو دختر ده ساله مواد می‌دهد و تعرض می‌کند. در فیلم دخترها جوان و بالغ بوده و به‌نظر مایل به ارتباط هستند و چیزی از مواد دادن و خشونت هم ذکر نمی‌شود.
- در رمان، الکساندر مشغول نوشتن متنی به نام پرتقال کوکی است که ناگهان الکس و رفقایش وارد خانه می‌شوند. در فیلم عنوان متن نشان داده نمی‌شود، و بنابراین هیچ حرفی از عنوان مشاهده نمی‌شود.
- اوایل فیلم، الکس و رفقایش پیرمردی بی‌خانمان و رنجور و مست را کتک‌کاری می‌کنند. بعدتر وقتی الکس به جامعه بازمی‌گردد همان مرد ابتدا او را تشخیص می‌دهد. پیرمرد چندین بی‌خانمان دیگر را می‌آورد تا الکس بی‌دفاع را کتک بزنند. این صحنه‌ها در رمان نیامده‌اند ولی صحنه‌ای مشابه در رمان هست که الکس و رفقایش مردی را که شباهنگام از کتابخانه به سمت خانه‌اش حرکت می‌کرد کتک می‌زنند و کتاب‌هایش را پاره می‌کنند. الکس بعد از بازگشت به جامعه تصمیم می‌گیرد خودکشی کند و برای اینکه چطور این کار را بکند به کتابخانه می‌رود تا کتابی در این زمینه بیابد. آنجاست که مردی که از الکس کتک خورده بود او را شناسایی کرده، به همراه دسته‌ای از کتابداران پیر به او حمله‌ور می‌شود.
- پلیس الکس را بعد از توانبخشی تا سرحد مرگ کتک می‌زند. در فیلم، مأموران پلیس همان رفقای پیشینش یعنی پیت و جرجی هستند. در عوض در رمان، به جای جرجی که گفته می‌شد کشته شده بیلی بوی بود که قبلاً رئیس دار و دستهٔ مخالف گروه الکس بود. این تفاوت مهمی است، چون الکس پیش از درمانش دیم و جرجی را فقط مسخره کرده بود ولی بیلی بوی تا سرحد مرگ از او کتک خورده بود که این بیانگر این خواهد بود که کتکی که بیلی بوی او را بزند بسیار انتقام جویانه تر و خصمانه تر از کتک زدن توسط دیم یا جرجی خواهد بود.
- در رمان، الکس به تمام موسیقی‌ها شرطی می‌شود ولی در فیلم، او فقط به سمفونی نهم بتهوون شرطی می‌شود.

## عرضهٔ خانگی
در سال ۲۰۰۰، فیلم در دو نسخه جداگانه دی‌وی‌دی و سیستم ویدئو خانگی عرضه شد که هر دو از مجموعهٔ دی‌وی‌دی استنلی کوبریک بودند. وارنر برادرز به خاطر نارضایتی طرفداران از کیفیت محصول منتشر شده، فیلم را دوباره منتشر کرد اما این بار با تصاویری بازگردانی‌شده به‌صورت دیجیتال و صدایی باز تنظیم شده. عرضهٔ محدودی هم از مجموعهٔ این فیلم با جلد فیلم، سی‌دی موسیقی متن و یک کتابچه انجام شد که بعدتر ادامه نیافت. در سال ۲۰۰۵ نسخه بریتانیایی هم در بسته‌ای تحت عنوان «فیلمی اسطوره‌ای» منتشر شد که مشابه نسخهٔ دی‌وی‌دی بود به جز جلد بسته. در سال ۲۰۰۶، وارنر بروز اعلام کرد که یک نسخه مخصوص شامل دو سی‌دی همراه با مصاحبه با مک‌داول و همچنین نسخه‌ای شامل دو سی‌دی از فیلم‌های کوبریک را در ماه سپتامبر عرضه خواهد کرد. چندین عرضه‌کنندهٔ بریتانیایی زمان عرضهٔ این محصول را ۶ نوامبر ۲۰۰۶ تعیین کردند؛ انتشار به تأخیر افتاد و به تعطیلات ۲۰۰۷ موکول شد.
نسخهٔ اچ‌دی دی‌وی‌دی، دیسک بلو-ری و بازنسخه‌ای از دی‌وی‌دی فیلم در ۲۳ اکتبر ۲۰۰۷ منتشر شد. این نسخه‌ها شامل چهار فیلم کلاسیک دیگر از کوبریک هم بودند. نسخهٔ 1080p و صدای بازترکیب‌شدهٔ Dolby TrueHD 5.1 (برای HD DVD) و تِرَک‌های فشرده‌نشده 5.1 PCM (برای Blu-ray) در هر دو نسخه اچ‌دی دی‌وی‌دی و دیسک بلو-ری وجود دارند. بازنسخهٔ دی‌وی‌دی برخلاف نسخه‌های قبلی از نظر کیفی بهبود یافته تر است. دیسک بلو-ری فیلم به مناسبت چهلمین سالگرد اکران آن دوباره منتشر شد، با این حال این نسخه غیر از اضافه‌کردن قالب فیلم و مستند استنلی کوبریک: زندگی در فیلم‌ها به عنوان جایزه خرید، مشابه نسخهٔ دیسک بلو-ری پیشین است.